# SCP – Containment Breach
SCP – Containment Breach ist ein Indie-Horror-Videospiel, das von Joonas „Regalis“ Rikkonen entwickelt wurde und auf fiktiven Geschichten aus dem kollaborativen Schreib-Wiki der SCP Foundation basiert.

## Gameplay
Der Spieler steuert einen Gefangenen namens D-9341, während er versucht, aus einer unterirdischen Forschungseinrichtung zu entkommen, in der zahlreichen Anomalien, bekannt als SCPs, gefangen waren. Während des Spiels durchstreift der Spieler die Einrichtung, sammelt Gegenstände, die für den Fortschritt notwendig sind, und wird dabei von mehreren SCPs und bewaffneten Feinden verfolgt, die vermieden werden müssen, um weiterspielen zu können.

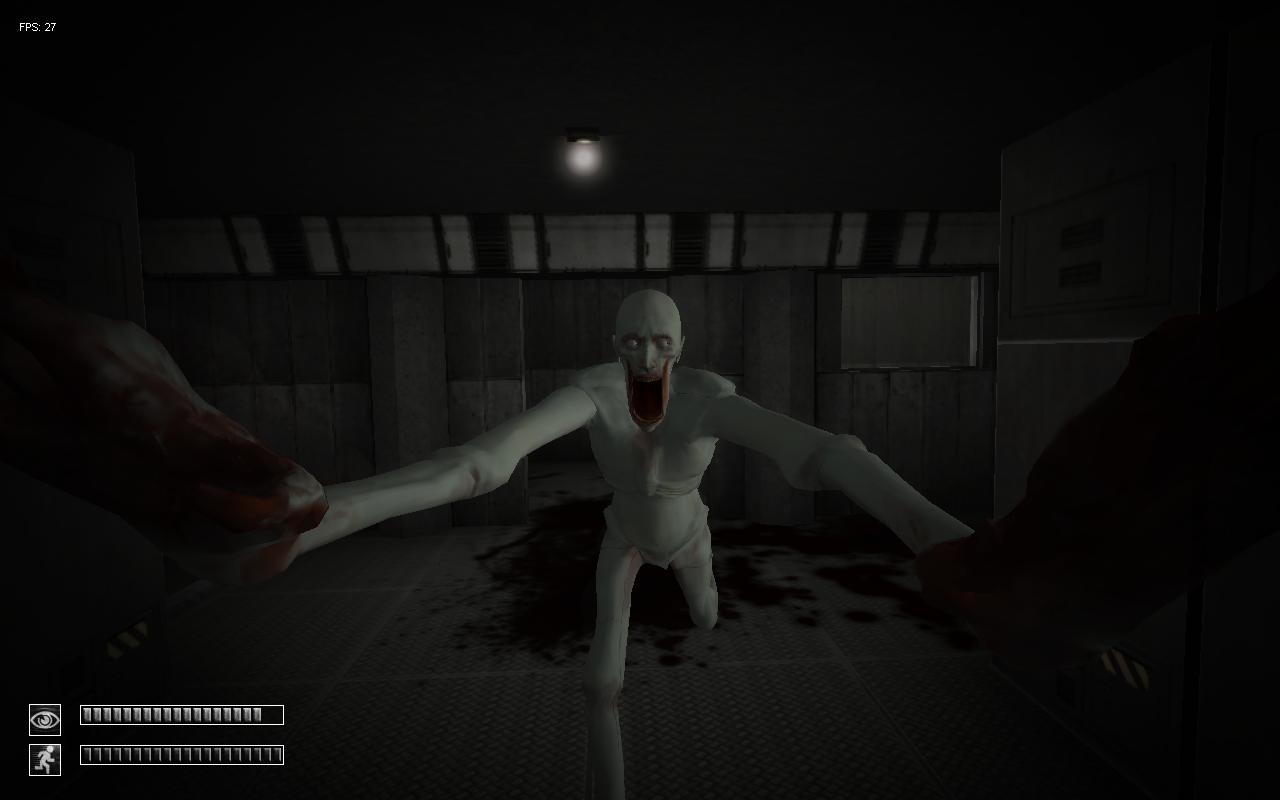
SCP-096 greift den Spieler an, nachdem er sein Gesicht gesehen hat.

Das Spiel wird aus der Egoperspektive gespielt, wobei der Spieler direkt die Kontrolle über D-9341 hat und sich in beliebige Richtungen bewegen und sprinten kann. Eine besondere Eigenschaft des Spiels ist der Blink-Meter. Im Verlauf des Spiels wird der Blink-Meter allmählich abnehmen und schließlich den Spieler zum Blinzeln zwingen, obwohl der Spieler auch auf Befehl blinzeln kann. Diese Mechanik ist direkt mit SCP-173 verbunden, welches basierend darauf agiert, ob der Spieler es sehen kann oder nicht. Der Spieler kann je nach Schwierigkeitsgrad Spiele speichern und laden, wobei der mittlere Schwierigkeitsgrad nur das Speichern an vorbestimmten Punkten ermöglicht und der höchste Schwierigkeitsgrad überhaupt kein Speichern zulässt.
Eines der Hauptmerkmale des Spiels ist die prozedurale Generierung der Einrichtung. Das Layout der Einrichtung wird in jedem Durchgang unterschiedlich sein, obwohl jeder Durchgang unabhängig vom Layout dieselben Schlüsselbereiche und Räume enthält. Mit dem Fortschreiten des Spielers durch die Einrichtung nehmen die Bedrohungen zu, einschließlich neuer SCPs, die den Spieler jagen. Der Bereich „Eingangszone“ markiert auch das Auftreten einer Task Force der Foundation, einer Einheit aus drei Soldaten, die versucht, SCPs wieder einzufangen und den Spieler bei Sichtkontakt erschießen werden. Der Spieler muss dann ein Ausgangstor finden, um das Ende zu erreichen.
Auf dem Weg kann der Spieler eine Vielzahl von Gegenständen finden, die ihm beim Überleben helfen. Dazu gehören Werkzeuge wie Gasmasken, verschiedene elektronische Geräte und Schlüsselkarten, die den Fortschritt ermöglichen, aber es gibt auch Gegenstände, die den Spieler behindern. Der Spieler kann auch harmlose SCPs finden, die ihm auf verschiedene Weise nutzen können, z. B. indem sie dem Spieler Gegenstände geben oder den Fortschritt im Spiel beschleunigen.

## Entwicklung
SCP - Containment Breach wurde vom finnischen Entwickler Joonas „Regalis“ Rikkonen erstellt. Vor der Entwicklung dieses Spiels hatte Rikkonen das Spiel SCP-087 gespielt, welches von einer scheinbar endlosen Treppe und einer mysteriösen Entität handelt, die darin lauert. Er war beeindruckt von der Furcht einflößenden Atmosphäre des Spiels, trotz seines vergleichsweise einfachen Konzepts. Daraufhin entschied sich Rikkonen, an seiner eigenen Version zu arbeiten, die er als SCP-087-B veröffentlichte. Dieses Minispiel wurde so beliebt, dass er beschloss, an einem größeren Spiel zu arbeiten, welches mehr SCPs beinhaltet.
Bei der Entwicklung des Spiels entschied sich Rikkonen dafür, die Programmiersprache Blitz3D zu verwenden, da er, in eigenen Worten, „zu faul war, eine andere Programmiersprache oder Engine zu erlernen“. Als Hauptgegner im Spiel wählte er SCP-173 aus, da es einer seiner persönlichen Favoriten war. Außerdem glaubte er, dass die Implementierung einer Blinzel-Funktion das Gameplay interessanter gestalten würde.
Rikkonen war der Ansicht, dass der Fokus auf Umgebung und Klangkulisse, anstatt ausschließlich auf die Monster, den besten Weg darstellt, um ein wirklich beängstigendes Spiel zu erschaffen.
Im Laufe seiner Entwicklung wurde SCP – Containment Breach zu einem gemeinsamen Projekt der Community und stützte sich weitgehend auf von der Community erstellte Inhalte für seine Updates.

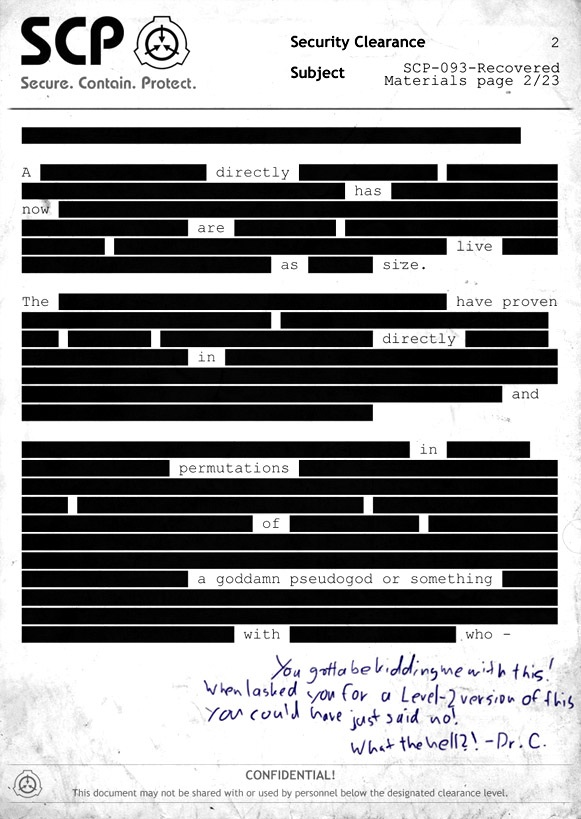
Im Spiel auffindbares Dokument

Zwischen Version 1.3 und 1.3.11 wurde Regalis, der hauptsächlich mit seinem anderen Spiel namens Subsurface beschäftigt war, von einer Gruppe unabhängiger Spieleentwickler namens Third Subdivision Studios unterstützt. Third Subdivision Studios entwickelte auch eine Modifikation des Spiels namens SCP – Nine-Tailed Fox, bei der die Rolle des Spielers gegen die eines der Agenten des Nine-Tailed Fox getauscht wird.
Nach der Veröffentlichung von Version 1.3.11 begann die Entwicklung von Version 1.4, die als letztes Update geplant war. Aufgrund interner Konflikte im Entwicklungsteam wurde ein Mitglied von Third Subdivision Studios von der weiteren Arbeit am Spiel suspendiert, was zum Rückzug von Third Subdivision Studios aus dem Projekt führte. Die Entwicklung wurde mit einem stark reduzierten Team fortgesetzt, wobei die Pläne für Version 1.4 mehrfach geändert wurden. Version 1.4 wird auf einer neuen benutzerdefinierten Spiel-Engine namens PGE („pulsegun engine“) entwickelt.

## Adaptionen
Die grundlegende Formel und die Ressourcen von SCP - Containment Breach wurden in mehreren anderen Spielen adaptiert, wie zum Beispiel im kostenlosen Mehrspieler-Spiel SCP: Secret Laboratory und der (mittlerweile eingestellten) modernen Interpretation SCP: Unity, die auf der Unity-Spiel-Engine basiert.